# Staatskanzlei des Landes Mecklenburg-Vorpommern

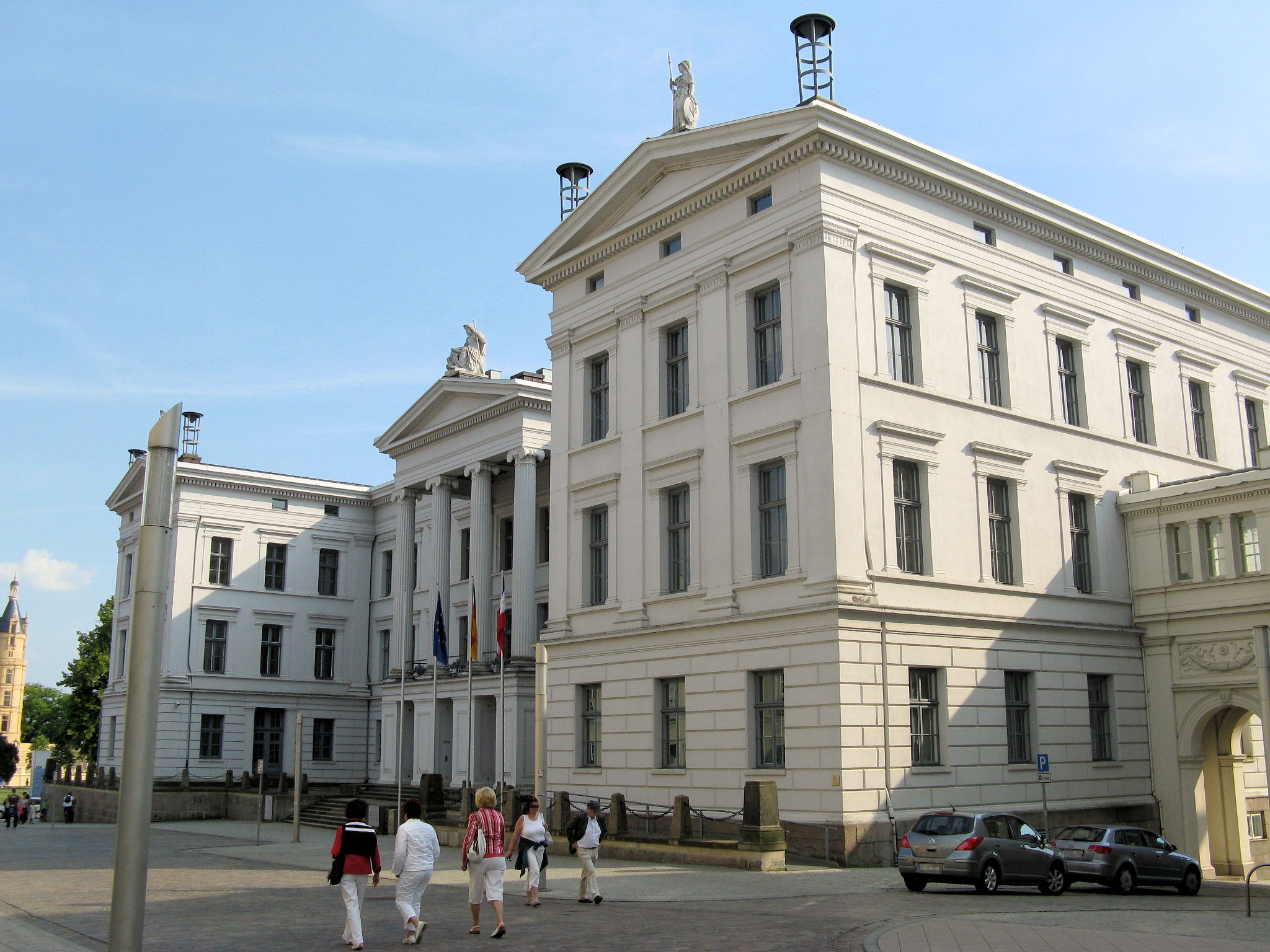
Sitz der Staatskanzlei ist das Kollegiengebäude I in Schwerin

Die Staatskanzlei des Landes Mecklenburg-Vorpommern (StK MV) ist die Staatskanzlei des Ministerpräsidenten von Mecklenburg-Vorpommern. Sie ist als Teil der Landesregierung eine oberste Landesbehörde, welche administrative Aufgaben und Stabsfunktionen für den Regierungschef wahrnimmt und in Umsetzung der Richtlinienkompetenz des Ministerpräsidenten die Arbeit der einzelnen Fachressorts (Ministerien) koordiniert. Der Sitz der Staatskanzlei ist in der Landeshauptstadt Schwerin.

## Sitz

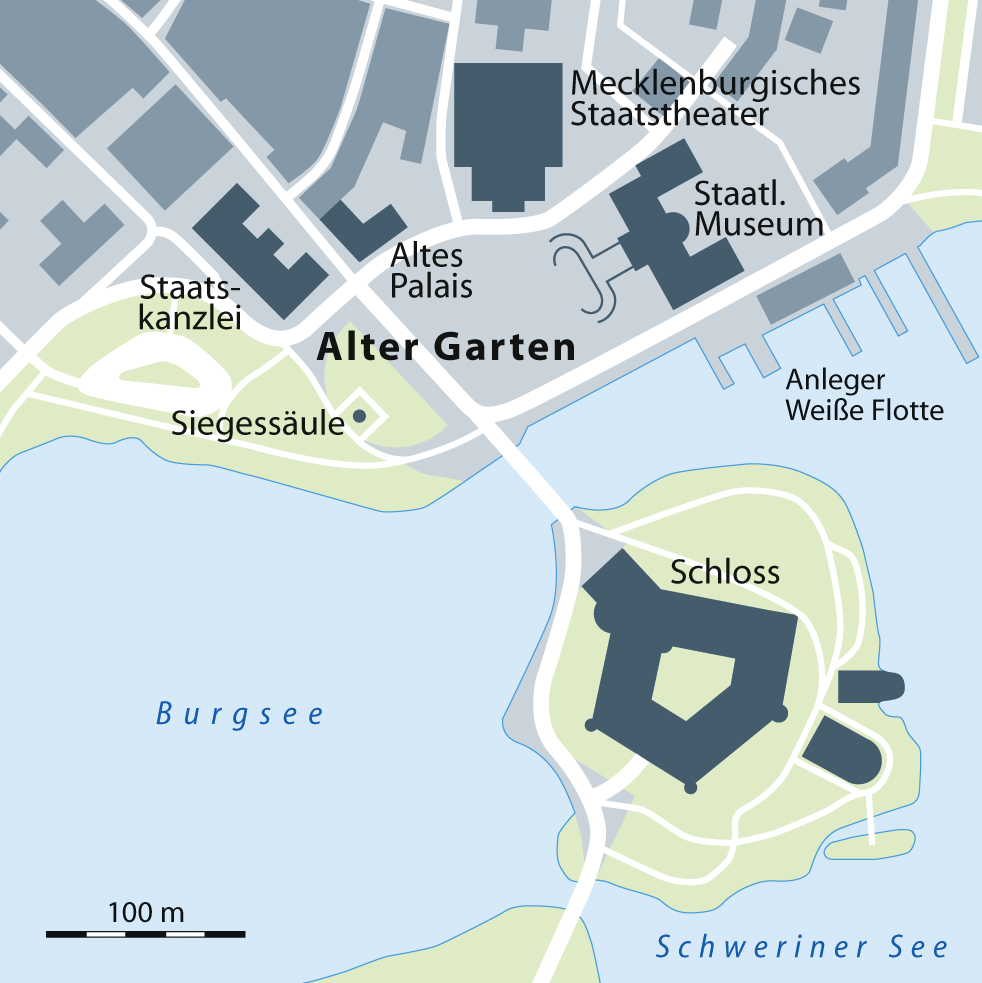
Lage der Staatskanzlei

Die Staatskanzlei hat ihren Sitz im sogenannten Kollegiengebäude I (auch Regierungsgebäude I oder Staatskanzleigebäude genannt). Es handelt sich dabei um ein repräsentatives, unter Denkmalschutz stehendes Bauwerk in der Schweriner Altstadt. Das Gebäude befindet sich in der Schloßstraße 2/4 und grenzt an den Alten Garten.

## Leitung

### Chef der Staatskanzlei

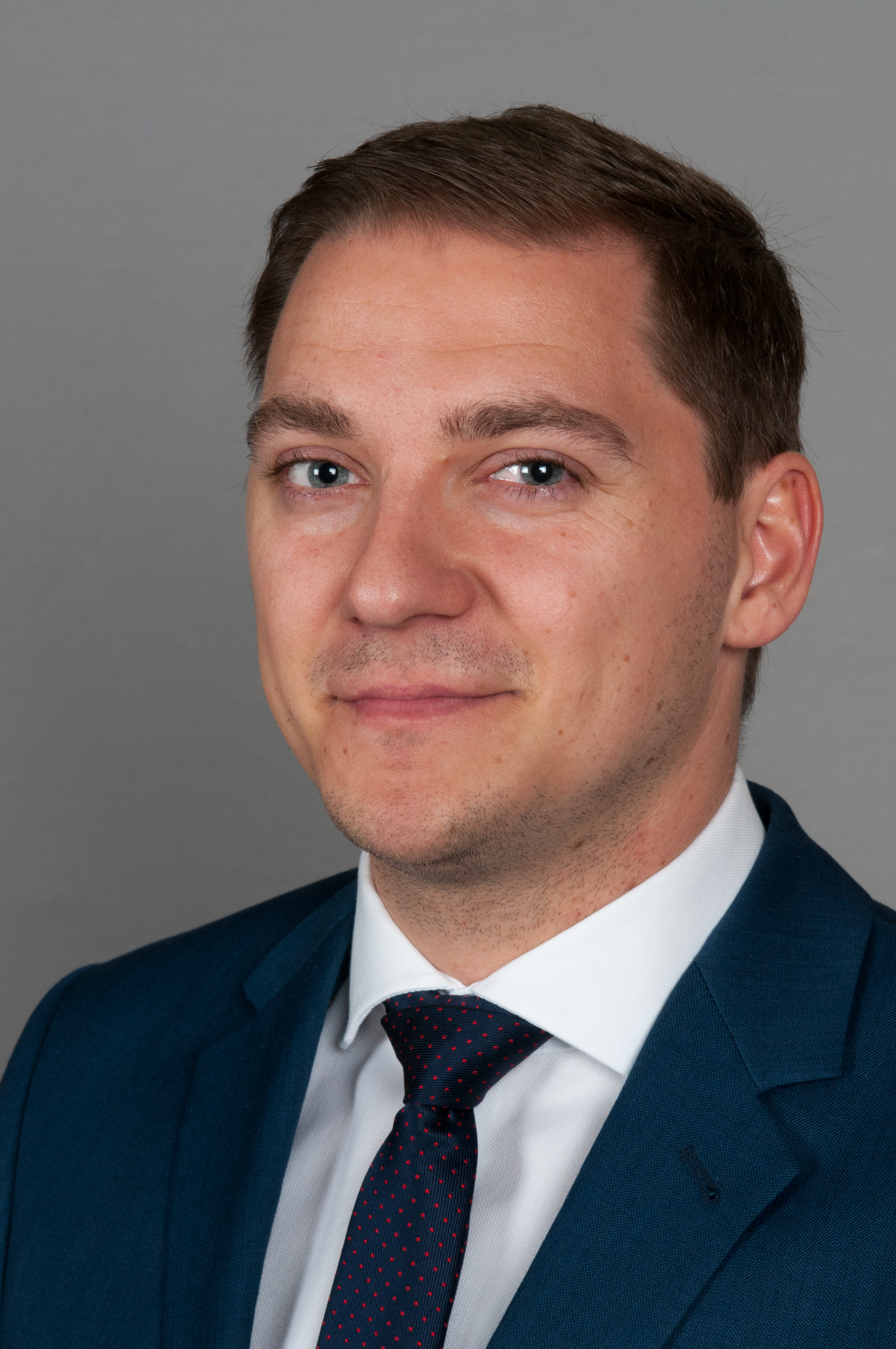
Patrick Dahlemann, Chef der Staatskanzlei

Auf Vorschlag des Ministerpräsidenten Chef der Staatskanzlei (CdS) mit der Leitung der Amtsgeschäfte der Staatskanzlei betraut. Er vertritt den Ministerpräsidenten in den Verwaltungsgeschäften und bereitet die wöchentlichen Sitzungen des Kabinetts sowie der Staatssekretäre (Amtschefs der Ministerien) vor. Der CdS vertritt darüber hinaus das Land bei den Besprechungen der Chefs der Staats- und Senatskanzleien der übrigen Länder. Derzeitiger Behördenleiter unter Ministerpräsidentin Manuela Schwesig (SPD) ist seit dem 15. November 2021 der Parlamentarische Staatssekretär Patrick Dahlemann (SPD).

## Aufgaben und Organisation

### Dienstsitz des Ministerpräsidenten

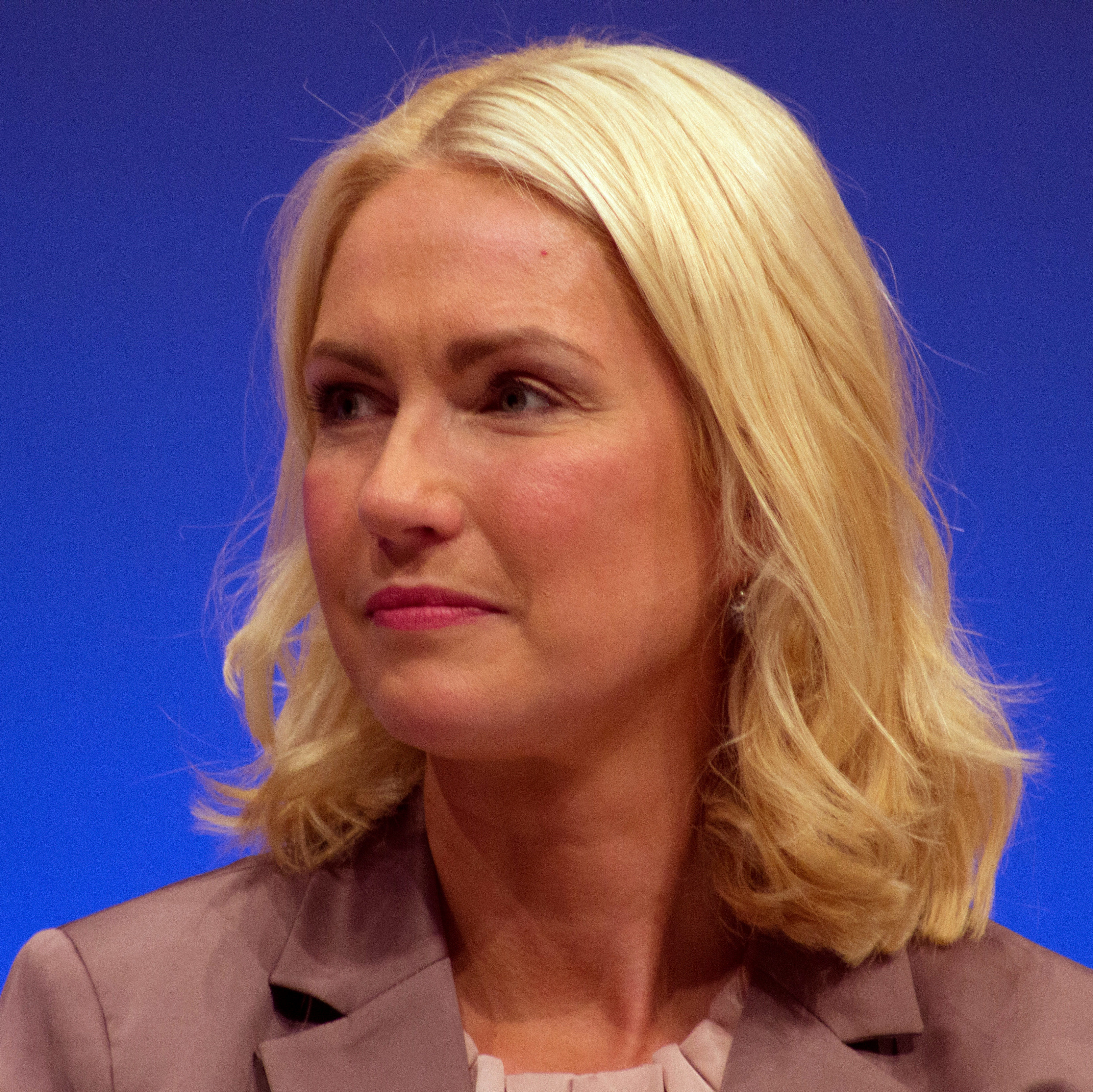
Manuela Schwesig, seit Juli 2017 Ministerpräsidentin von MV.

Die Staatskanzlei ist als Dienstsitz des Ministerpräsidenten die Zentrale der Landesregierung. Hier führt der Ministerpräsident seine Kabinetts- und Amtsgeschäfte. Amtsleiter ist der Chef der Staatskanzlei im Rang eines Staatssekretärs.

#### Ressortkoordinierung
Die Staatskanzlei setzt dabei in erster Linie die politischen Richtlinien und Vorhaben des Ministerpräsidenten in Regierungs- und Gesetzgebungstätigkeit um und koordiniert hierzu die verschiedenen Ministerien der Landesregierung.

#### Protokollarische Angelegenheiten
Die Staatskanzlei unterstützt den Ministerpräsidenten ebenso bei Staatsgeschäften und Repräsentationsaufgaben, zum Beispiel in protokollarischen und konsularischen Angelegenheiten sowie Ordens- und Gnadensachen.

### Regionale Partnerschaften und Außenwirtschaft
Die regionalen Partnerschaften des Landes, Außenwirtschaft und Messen sowie die Verwaltung der EU-Strukturfonds sind weitere Arbeitsbereiche der Staatskanzlei.

### Pressestelle der Landesregierung
Die Staatskanzlei koordiniert ferner die Presse- und Öffentlichkeitsarbeit der Landesregierung.

### Medien- und Rundfunkpolitik
Die Staatskanzlei ist zugleich die Rechtsaufsichtsbehörde für die Medienanstalt Mecklenburg-Vorpommern und übt gemeinsam mit den anderen Staatsvertragsländern die Rundfunkaufsicht über die öffentlich-rechtlichen Rundfunkanstalten aus.

### Parlamentarischer Staatssekretär für Vorpommern und das östliche Mecklenburg
Der parlamentarische Staatssekretär Vorpommern und das östliche Mecklenburg ist organisatorisch ebenfalls der Staatskanzlei zugeordnet. Er soll Ansprechpartner, Kümmerer vor Ort und Interessenvertreter Vorpommerns und des östlichen Mecklenburgs sein. Dazu nimmt er an den Kabinetts- und Staatssekretärssitzungen in der Schweriner Staatskanzlei teil, hat seinen Hauptsitz aber im vorpommerschen Anklam. Dieses Amt übt seit dem 15. November 2021 Heiko Miraß (SPD) aus.

## Chefs der Staatskanzlei
- 1990–1992: Matthias Zender
- 1992–1994: Gabriele Wurzel
- 1994–1998: Thomas de Maizière
- 1998–2001: Otto Ebnet
- 2001–2005: Frank Tidick
- 2006–2012: Reinhard Meyer
- 2012–2014: Christian Pegel
- 2014–2018: Christian Frenzel
- 2018–2019: Reinhard Meyer
- 2019–2021: Heiko Geue
- seit 2021: Patrick Dahlemann

## Regierungssprecher
- Gerhard Herdegen
- 1993–1995: Barbara Tewaag
- 1994–1998: Frank Möhrer
- 1998–2002: Thomas Freund
- 2002–2008: Marion Zinke
- seit 2008: Andreas Timm